# Paysannes bretonnes
Paysannes bretonnes est un tableau réalisé par Paul Gauguin en 1894. Cette huile sur toile représente deux paysannes bretonnes en discussion. Elle est conservée au musée d'Orsay, à Paris.

## Présentation
Ce tableau a été réalisé entre deux séjours tahitiens. Paul Gauguin retrouve les sujets ruraux qui l'avaient inspiré avant son départ en Océanie, par le travail avec la colonie de peinture à Pont-Aven. Mais son expérience polynésienne reste sensible dans sa façon de peindre la Bretagne.